# メイン・グランド・コンバット・システム
メイン・グランド・コンバット・システム （Main Ground Combat System、MGCS、陸上主力戦闘システム）は欧州主力戦車（European Main Battle Tank、EMBT）、欧州戦車（Eurotank）、レオパルト3とも呼ばれる、2012年に開始されたフランスとドイツで配備中の主力戦車ルクレールおよびレオパルト2の後継機開発計画である。計画は2016年から構想段階にあり、2017年までに構想を完了する予定であった。 
新戦車開発の前提条件は、性能が向上した新主砲の開発である。ドイツの軍需企業ラインメタル社がこの計画に参加し、レオパルト2A6で導入されたラインメタル 120 mm L55よりも優れた性能を持つ新主砲の開発を開始した。2016年のユーロサトリでラインメタル社がL51 130mm滑腔砲を発表した。 
新戦車は2035年に配備予定とされていたがさらに後ろ倒しされている。

## 開発状況
MGCS計画の第一歩は、独仏両国が次世代戦車を共同開発できることを示すための技術デモンストレーター作製であった。 
2018年6月11〜15日にフランスのパリで開催されたユーロサトリーで、KMW+ネクスター・ディフェンス・システムズ社は、レオパルト2A7の車体とルクレールの軽量化された砲塔内要員2名の砲塔を組み合わせた主力戦車「European Main Battle Tank」（EMBT）を初展示した。欧州主力戦車または強化主力戦車（Enhanced Main Battle Tank）はドイツのクラウス＝マッファイ・ヴェクマンとフランスのネクスター・システムズが合併した企業であるKMW+ネクスター・ディフェンス・システムズ（KNDS）の最初の製品である。 
ところがユーロサトリ2022で、ラインメタルは130mm滑腔砲を搭載する独自開発中の新型MBT「KF51 パンター」の実車コンセプトモデルを発表。KNDSはMGCSコンソーシアム企業としてラインメタルの抜け駆け行為を非難すると共に、韓国製K2をポーランドが大量調達・国産化を決定し、ノルウェーでもレオパルト2と採用を争っている事態と併せて、MGCSを含めた今後のヨーロッパ本土でのビジネスにライバルが台頭してきていることへの懸念をにじませている。
2025年1月、MGCSの開発製造を司る合弁事業体制が発表された。KNDSが50％、ラインメタルは参画を維持し、タレス・グループと共に各25％の、独仏等分の出資比率となった。これにより開発スピードの加速が期待できるが、現在の納入開始予定は2045年とされている。
一方では、イタリアは以前MGCSやレオパルト2A8の採用意向を表明していたが、技術・製造移転をKNDSが拒否したため破談となり、代わってラインメタルとレオナルド S.p.Aの国内合弁工場製造となるパンターを最大380両、リンクス1000両の調達方針を公表している。
これら動向からは、次世代・将来MBTであるMGCSと、近々の需要をターゲットとするパンターとでは直接の競合ではないという住み分けが成立したとも、またMGCSは2022年からのウクライナ戦争以来急騰するランドシステム需要獲得は諦めたものとも形容できる。ドイツ軍部も、MGCSまでの繋ぎ、あるいは今後20年以上の運用期間が見込まれるそれ以上のものとしてレオパルト2の近代化「ブリッジソリューション」の研究に3社のコンペを開始しており、いまだ仕様策定に到らないMGCSの位置づけは、「レオパルト2の次の次」レベルに後退したものと内外からみなされつつある。

### 設計

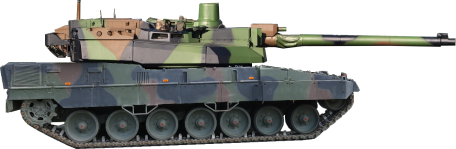
レオパルト 2A7の車体とルクレールの砲塔のフォトモンタージュ。

エンジンとシャーシを含む車体は、68トン積載可能なレオパルト2A7から流用されており、ルクレールからの自動装填装置を装備するコンパクトで軽い砲塔を搭載するように改修された。 
ネクスターの装甲軌道車両プログラムの責任者であるフランソワ・グロシャニーによると、この戦車の利点は、レオパルト2のシャーシと軽量なルクレールの砲塔の非常に高い能力を備えた組み合わせである。砲塔は自動装填装置を備えており出火の場合に乗組員を弾薬庫から隔離するのに役立つ。乗員2名のルクレールの砲塔は、乗員3名のレオパルト2の砲塔よりも約6トン軽量である。車両が軽量なため、重い戦車では通過できない橋梁を通過できる。
2023年、ドイツのピストリウス国防相は「共通の車体と砲塔をベースに140mm砲と130mm砲を搭載したプロトタイプを並行開発＝競争試作を行い最終的な決断を下すかもしれない。両国はどちらか一方だけを残すか、両方を残すことも選択できる」と述べており、KNDS社が製作する140mm砲かRheinmetall社が製作する130mm砲を選択することができると示唆している。また、フランスのルコルニュ国防相は「本日から外交レベルにあったMGCSは本格的なプログラムの運用が開始される。工場から新しく出荷される戦車は現行システムとは似ても似つかないものになるだろう」と、ドイツのピストリウス国防相も「MGCSは単にレオパルト2やルクレールを発展させたものではなく、それ以上のものになるだろう」と述べており、MGCSの開発が新たな段階に入ったことが示された。

### 運用国
フランスのメディアは、イタリアがEMBTの取得に関心を表明していると報告している。しかし上述のとおりKNDSとの交渉は破談し、イタリアはKF51 パンターの採用を決定した。
ポーランド国防省はこの計画への参加に関心を表明し、EUの恒常的構造防衛協力（PESCO）およびその他の欧州防衛基金へ参加を要望した。 だがポーランドがウクライナに対し多数供与した自国保有戦車の補填の要請をドイツ側が渋ったことによる軋轢等、関係は冷化しており、ポーランドはドイツ外の調達ルートからM1エイブラムス、韓国産K2及びそれをベースとする国産型を含めた総計1500両近いMBTの戦力化を推進している。